# Le Dernier Souffle (film, 2024)
Pour plus de détails, voir Fiche technique et Distribution.
Le Dernier Souffle est un film dramatique français réalisé par Costa-Gavras et sorti en 2024,.

## Synopsis
Le docteur Augustin Masset, chef d'un service de soins palliatifs, et l’écrivain-philosophe Fabrice Toussaint qui vient de passer une IRM échangent entre eux sur la fin de vie. Le médecin montre la diversité de réactions et d'attitude de ses patients, et l'écrivain observe les situations qui font écho à son propre destin.

## Fiche technique
Sauf indication contraire, les informations mentionnées dans cette section peuvent être confirmées par les bases de données cinématographiques IMDb et Allociné,  présentes dans la section « Liens externes ».
- Titre original : Le Dernier Souffle
- Réalisation : Costa-Gavras
- Scénario : Costa-Gavras, d'après l'œuvre de Régis Debray et Claude Grange
- Musique : Armand Amar
- Décors : Catherine Werner Schmit
- Costumes :
- Photographie : Nathalie Durand
- Son : Julien Sicart, Daniel Sobrino, Caroline Reynaud et Claire Berriet
- Montage : Costa-Gavras
- Production : Michèle Ray-Gavras, Costa-Gavras et Alexandre Gavras
- Société de production : KG Productions et France Télévisions
- Société de distribution : BAC Films
- Budget : 3,3 millions d'euros[4]
- Pays de production :  France
- Langue originale : français
- Format : couleur — DCP - 2,39:1 — son 5.1
- Genre : drame
- Durée : 99 minutes
- Dates de sortie :
  - Espagne : 
    - 25 septembre 2024 (Saint-Sébastien)
    - 21 février 2025 (en salles)

  - France : 12 février 2025

## Distribution
- Denis Podalydès : Fabrice Toussaint
- Kad Merad : Dr Augustin Masset
- Marilyne Canto : Florence
- Ángela Molina : Estrelia
- Charlotte Rampling : Sidonie
- Hiam Abbass : Mme Broquet
- Alain Libolt : Monsieur Broquet
- Karin Viard : Eléonore, la cancérologue
- Agathe Bonitzer : Léa
- Françoise Lebrun : Mme Léonie
- Isabelle de Botton : Mme Ravier
- Xavier Maly : Monsieur Ravier
- Sabine Pakora : Louise
- Georges Corraface : Stefan
- Michaël Abiteboul : John Carroll
- Jochen Hägele : Ted Cagney
- Élisabeth Quin : la journaliste
- Xavier Legrand : l'éditeur
- Jade Phan-Gia : l'assistante du Dr Masset
- Denis Mpunga : Adama
- Emmanuel Hamon : Monsieur Bonfils
- Émilie Raffoul-Rouleau : Mme Bonfils